# Geretsried
Geretsried er med knap 24.000 indbyggere den største, men også den yngste by i Landkreis Bad Tölz-Wolfratshausen i den sydlige del af Regierungsbezirk Oberbayern i den tyske delstat Bayern. .

## Geografi
Geretsried ligger i Region Oberland, cirka 35 kilometer syd for delstatshovedstaden München og cirka 10 km øst for Starnberger See.
Byen ligger mellem floderne Loisach og Isar og grænser mod nord til nabobyen Wolfratshausen. Derved er der skabt et fælles erhvervsområde med over 40.000 indbyggere, der også fungerer som centrum i Region Oberland.
Kommunen består af bydelene Gartenberg (ca. 11.900 indb.), Gelting (ca. 1.800 indb), Geretsried (ca. 7.800 indb.) og Stein (ca. 2.500 indb.), samt de mindre landsbyer Buchberg, Ziegelei og Schwaigwall.